# Rue Pierre-Mouillard
Pour les articles homonymes, voir Mouillard.
La rue Pierre-Mouillard est une voie du 20e arrondissement de Paris, en France.

## Situation et accès
La rue Pierre-Mouillard est une voie publique située dans le 20e arrondissement de Paris. Elle débute au 41, boulevard Mortier et se termine au 54, rue du Capitaine-Ferber.

## Origine du nom

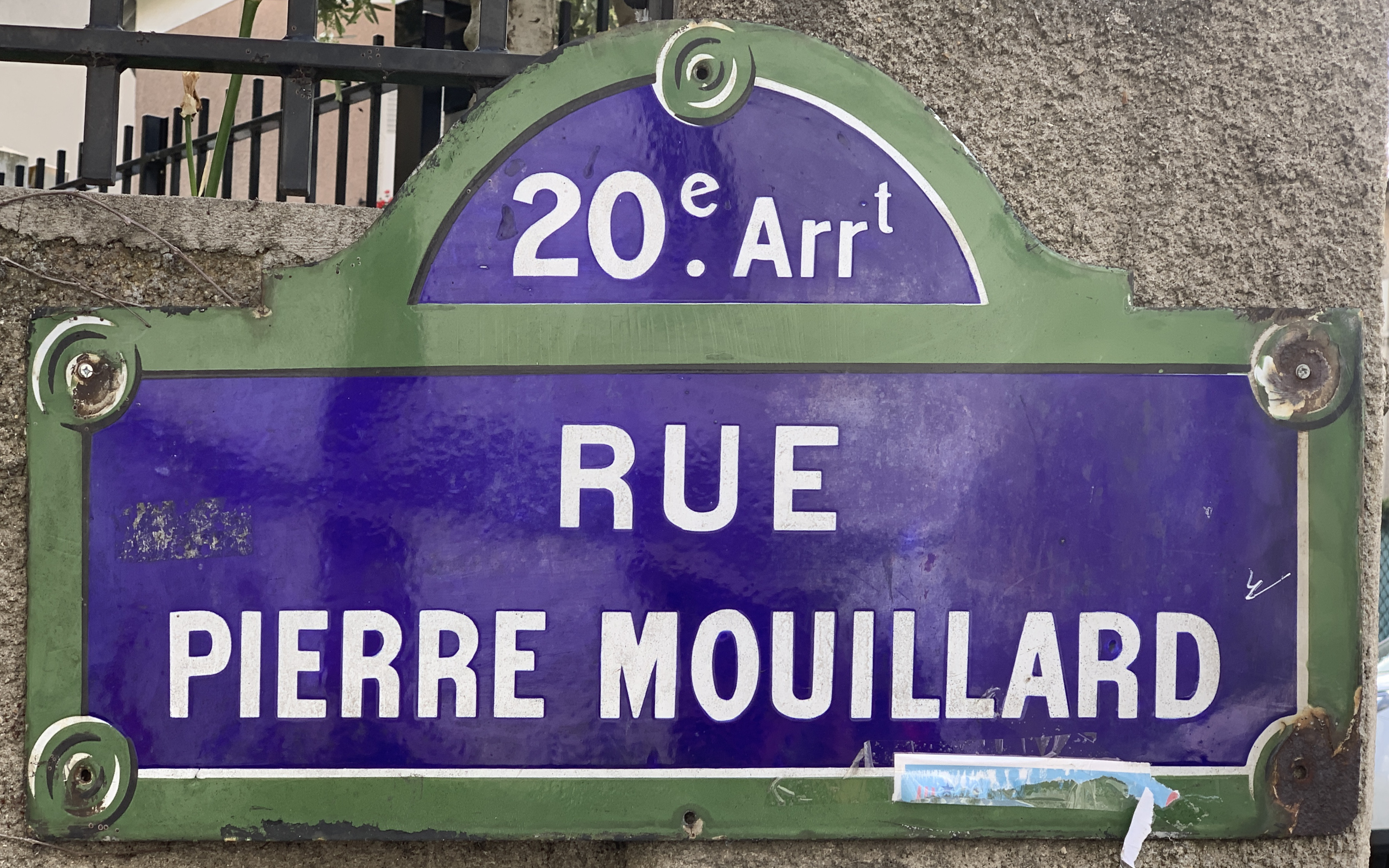
Plaque de la rue.

Elle porte le nom du pionnier de l'aviation Louis-Pierre-Marie Mouillard (1834-1897).

## Historique
Cette voie prend sa dénomination actuelle en vertu d'un décret du 30 mars 1915.